# 嘉納治郎右衛門 (九代目)
九代目嘉納治郎右衛門（きゅうだいめかのうじろうえもん、1898年（明治31年）7月5日 - 1972年（昭和47年）3月10日）は、日本の実業家。嘉納財閥・本嘉納家9代目当主。菊正宗酒造元会長。灘育英会元理事。従七位勲六等。

## 経歴
岡山県出身。神戸市東灘区在住。貴族院議員や山陽銀行（現：中国銀行）頭取を務めた土居通博の次男に生まれる。
1919年（大正8年）に八代目嘉納治郎右衛門（本嘉納家8代目当主）の養子となり、本嘉納商店取締役に就任。1923年（大正12年）関西学院高等商業学部を卒業。1935年（昭和10年）3月に、8代目死去と同時に前名・文治を改め治郎右衛門を襲名し、社長に就任。以来、25年の長い間社長の重責を務め、1960年（昭和35年）会長。その他、灘商業銀行や富士生命保険の役員も歴任した。
灘育英会、甲南高等女学校、神戸女子薬科大学（現：神戸薬科大学）の理事となり、育英事業に貢献するとともに、日本酒造組合中央会理事などの公職にあったが、戦後、公職追放令により辞任した。
1951年（昭和26年）追放が解除されると、1952年（昭和27年）私財を投じて財団法人秋香報恩会を設立。
1960年（昭和35年）菊正宗酒造記念館を建設、重要文化財民俗資料の指定を受けた。
1935年（昭和10年）紺綬褒章、1962年（昭和37年）藍綬褒章を受賞。

## 人物
趣味は碁。宗教は浄土真宗。

## 家族・親戚
- 養子・毅六（1914年（大正3年）1月3日生）
東京大学農学部農芸化学科卒[2]。本嘉納家10代目当主[2]。10代目濱口儀兵衛（ヤマサ醤油元社長）の六男[2]。
- 長女・貴久子（1919年（大正8年）10月生）
甲南高等女学校卒[2]。養子・毅六の妻[2]。
- 五女（または四女）・周子（1926年（大正15年）12月15日生） 
甲南高等女学校卒[2]。分家・嘉納芳治（菊正宗酒造元取締役）の妻[2]。